# Temple (televisieserie)
Temple is een Britse televisieserie over medische misdaaddrama's. De serie is bedacht door Mark O'Rowe, en met in de hoofdrollen Mark Strong, Carice van Houten en Daniel Mays, het is gebaseerd op het Noorse drama Valkyrien, en ging op 13 september 2019 in première op Sky One.
Op 1 november 2019 vernieuwde de Britse zender Sky Temple voor een tweede seizoen, die op 28 oktober 2021 werd uitgezonden.

## Verhaal
In een labyrint van verlaten diensttunnels onder Temple Underground Station runt Daniel Milton, een zeer gerespecteerde chirurg, een illegale medische kliniek die criminelen en andere wanhopige patiënten behandelt die geen hulp kunnen of willen zoeken bij reguliere medische voorzieningen. Daniel zet de kliniek op om een geneesmiddel te vinden voor zijn vrouw, Beth, die lijdt aan een terminale ziekte. Lee, een medewerker van het Temple Station, en Anna, een medisch onderzoeker, helpen hem de kliniek te runnen. De serie richt zich op de geheimhouding en vertrouwenskwesties terwijl de kliniek zijn patiënten behandelt, evenals Daniels behoefte aan geld om zijn onderzoek te financieren.

## Rolverdeling

### Hoofdrollen
- Mark Strong als Daniel Milton, een briljante chirurg die bereid is illegale medische zorg te verlenen om zijn geheime zorg voor zijn vrouw en onderzoek naar het vinden van een remedie voor haar ziekte te financieren.
- Daniel Mays als Lee Simmons, een medewerker van het transportnetwerk en "doomsday prepper", die Daniel helpt bij het opzetten van een illegale ondergrondse kliniek.
- Carice van Houten als Anna Willems, een medisch onderzoeker en vriend van Beth, die in het verleden een affaire had met Daniel en hem met tegenzin helpt met zijn ondergrondse kliniek.
- Catherine McCormack als Beth Milton, Daniels vrouw en een medisch onderzoeker, die lijdt aan een terminaal geval van de ziekte van Lancaster.
- Lily Newmark als Eve Milton, Daniel en Beths 19-jarige dochter die aan de universiteit studeert.
- Tobi King Bakare als Jamie Harris, een voortvluchtige bankrover.
- Wunmi Mosaku als Mercy King, de moeder van bankrover Sebastian King.
- Craig Parkinson als Keith Sullivan, een criminele handhaver en ex-geliefde van Mercy King.
- Chloe Pirrie als inspecteur Karen Hall.
- Ryan McKen als DI (gedegradeerd tot DS in serie 2) Rob Moloney.
- Siena Kelly als Michelle Wilson, Jamies zwangere vriendin.
- Claire Rushbrook als Gloria Wilson, Michelles moeder.

### Terugkerende rollen
- Theo Solomon als Sebastian King, een bankrover.
- Kate Dickie als Eleanor, Beth en Anna's baas.
- Anamaria Marinca als Suzanna, een medewerker van Daniels ziekenhuis die een van zijn patiënten wordt.
- Turlough Convery als Simon Reynolds.
- Mark Bazeley als Michael Chander, een collega-arts en vriend van Daniel.
- Sam Hazeldine als Jack Lorean, Anna's vriendje.
- Steffan Rhodri als Jeremy, Lee's manager.
- Jan Bijvoet als Clive, een crimineel die verbonden is met de organenhandel op de zwarte markt.
- Johann Myers als Nick, een crimineel die verbonden is met de organenhandel op de zwarte markt.
- Ruhtxjiaïh Bèllènéa als Ash Falomo, een activistische vriend van Eve.
- Rhys Ifans als Gubby, een fixer in de criminele onderwereld van Londen.
- Michael Smiley als Dermot, een medewerker van Gubby.
- Michael Akinsulire als Tommy, een van Daniels patiënten.
- Mandeep Dhillon als DI Kam Skinner, Robs zus.

### Gastrollen
- Donald Sumpter als George, een kliniekpatiënt.
- Martin McCann als Cormac, een kliniekpatiënt.
- Marion Bailey als Ingrid.
- Jo Hartley als professor Kirby.

## Afleveringen
| Seizoen | Afleveringen | Eerste uitzenddatum |
| ------- | ------------ | ------------------- |
| 1       | 8            | 13 september 2019   |
| 2       | 7            | 28 oktober 2021     |